# Sunday Telegraph
The Sunday Telegraph este un ziar săptămânal din Marea Britanie, înființat în anul 1961. Din anul 2004, ziarul este deținut de Sir David și Sir Frederick Barclay, care dețin și ziarele The Daily Telegraph și The Spectator.
Tirajul ziarului în luna aprilie 2008 a fost de 636.719 de exemplare.